# Ohonica
Ohonica é um assentamento localizado no município de Borovnica na Eslovênia. Possuía uma população estimada de 92 habitantes em 2020.